# Chleb razowy koprzywieński
Chleb razowy koprzywieński – rodzaj chleba razowego, regionalny produkt piekarski, charakterystyczny dla gminy Barwice (powiat szczecinecki), 1 lipca 2008 wpisany na polską listę produktów tradycyjnych (zgłaszającą była Kazimiera Kula).

## Historia
Tradycja wypieku wywodzi się z okresu po II wojnie światowej. W Koprzywnie osiedli mieszkańcy dawnych wschodnich terenów Rzeczypospolitej. Chleb, przygotowywany wspólnie, z połączenia różnych receptur, stanowił podstawę wyżywienia rodzin w tym czasie. Od początku lat 60. XX wieku chleb wypiekany jest w oparciu o ujednoliconą recepturę, zgodnie z zaleceniami starszych mieszkańców, w piecach chlebowych zbudowanych w 1909 i 1926, z użyciem starych dzieży i kolibek. Do wytwarzania chleba stosuje się surowce pochodzące z gospodarstw miejscowych. Do opalania pieców wykorzystuje się mieszane drewno: iglasto-liściaste z domieszką drewna jabłoni i wiśni lub gałązek bukowych, celem uzyskania odpowiedniego aromatu i koloru pieczywa. Zmiana proporcji drewna świerkowego i sosnowego daje jaśniejszy lub ciemniejszy kolor chleba. Chlebem koprzywieńskim witano ważnych gości odwiedzających miejscowość, wręczano go parom młodym i gościom w trakcie dożynek. Wypiek produkują trzy rodziny w sposób tradycyjny, według receptury pochodzącej z przekazu rodzinnego, ustnego.

## Charakterystyka
Barwa chleba jest złocisto-brązowa. Chropowata skórka posypana otrębami żytnimi. Inne cechy wypieku:
- kształt foremki, w której jest wypiekany (wymiary 20 cm x 10 cm, wysokość od 10–15 cm),
- waga uzależniona od kształtu foremki: od 400 g do 2 kg,
- skórka zewnętrzna: brązowo-złocista z przebarwieniami jaśniejszymi,
- na przekroju kształt kwadratowy lub eliptyczny,
- powierzchnia zewnętrzna skórki twarda, zwarta i ścisła, chropowata w dotyku,
- wnętrze: delikatne, gładkie, miąższ puszysty, z licznymi oczkami i dziurkami powstałymi w czasie postępowania procesu wyrastania ciasta,
- smak: lekko słony, delikatny, ale bez kwaskowatości,
- zapach intensywny, chlebowy (aromat ziaren zbożowych),
- na ważne uroczystości (np. wesela, dożynki, uroczystości religijne) wypiekało się odmianę okrągłą (maksymalnie 30 cm średnicy, wysokość do 10 cm)[2].

## Nagrody i wyróżnienia
W 2003 chleb koprzywieński zdobył I miejsce w konkursie „Nasze Kulinarne Dziedzictwo – Smaki Regionów” (Poznań) w kategorii produktów i przetworów pochodzenia roślinnego, a w 2004 nagrodę „Perła”.